# Tocoyena williamsii
Tocoyena williamsii är en måreväxtart som beskrevs av Paul Carpenter Standley. Tocoyena williamsii ingår i släktet Tocoyena och familjen måreväxter. Inga underarter finns listade i Catalogue of Life.